# Гіляровський Михайло Васильович
Михайло Васильович Гіляро́вський (нар. 14 серпня 1934, Телятин) — український театральний режисер. Заслужений діяч мистецтв УРСР з 1969 року. Брат актриси Ніни Гіляровської.

## Біографія
Народився 14 серпня 1934 року в селі Телятині (тепер Люблінське воєводство Польщі). У 1960 році закінчив Київський інститут театрального мистецтва (викладачі Іван Чабаненко, Михайло Карасьов).
Після здобуття мистецької освіти працював у театрах Чернігова, Ніжина, Дрогобича, Львова, Києва, Москви. Впродовж 1976–1979 років — головний режисер Кіровоградського українського музично-драматичного театру імені Марка Кропивницького, впродовж 1981–1985 років — режисер Харківського російського драматичного театру імені Олександра Пушкіна. У 1989 році організував і очолив драматичний колектив «Блакитна троянда» при Українському фонді культури у Києві.

## Вистави
Поставив вистави:
- «Отелло» Вільяма Шекспіра;
- «Не судилось» Михайла Старицького;
- «Сторінка щоденника» Олександра Корнійчука;
- «Живий труп» Льва Толстого;
- «Діти сонця» Максима Горького;
- «Король Лір» Вільяма Шекспіра (1969);
- «Блакитна троянда» Лесі Українки (1969, 1971, 1974, 1991);
- «Дума про Сухомлинського» Івана Драча (1976, 1979);
- «Соловейко-Сольвейг» Івана Драча (1977, 1984);
- «Хрест життя» Михайла Старицького (1978);
- «Крейцерова соната» за Левом Толстим (1991);
- «Мертві ідеали» за повістю «Перехресні стежки» Івана Франка (2001).